# Joseph Unger

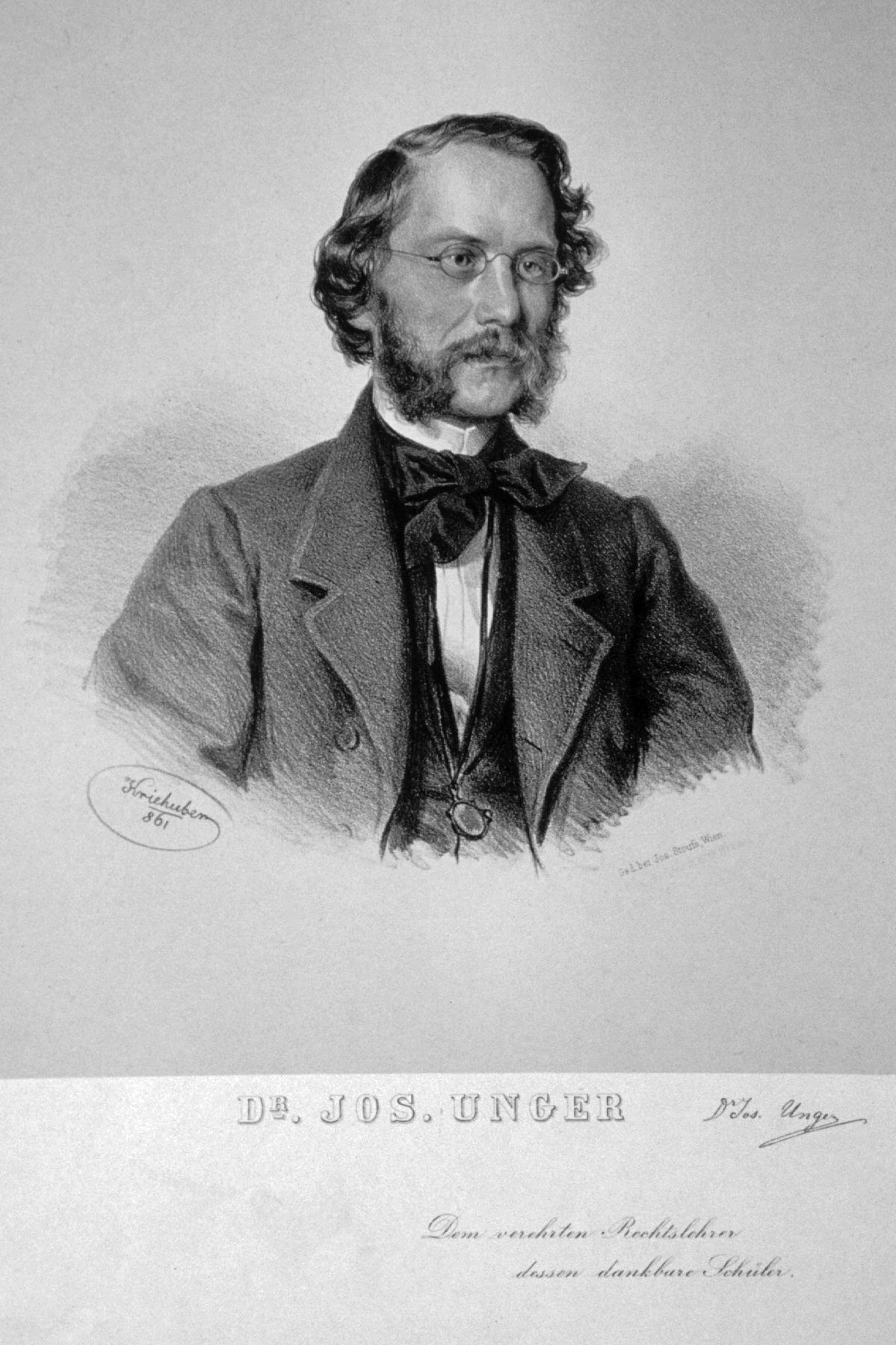
Joseph Unger, Lithographie von Josef Kriehuber, 1861

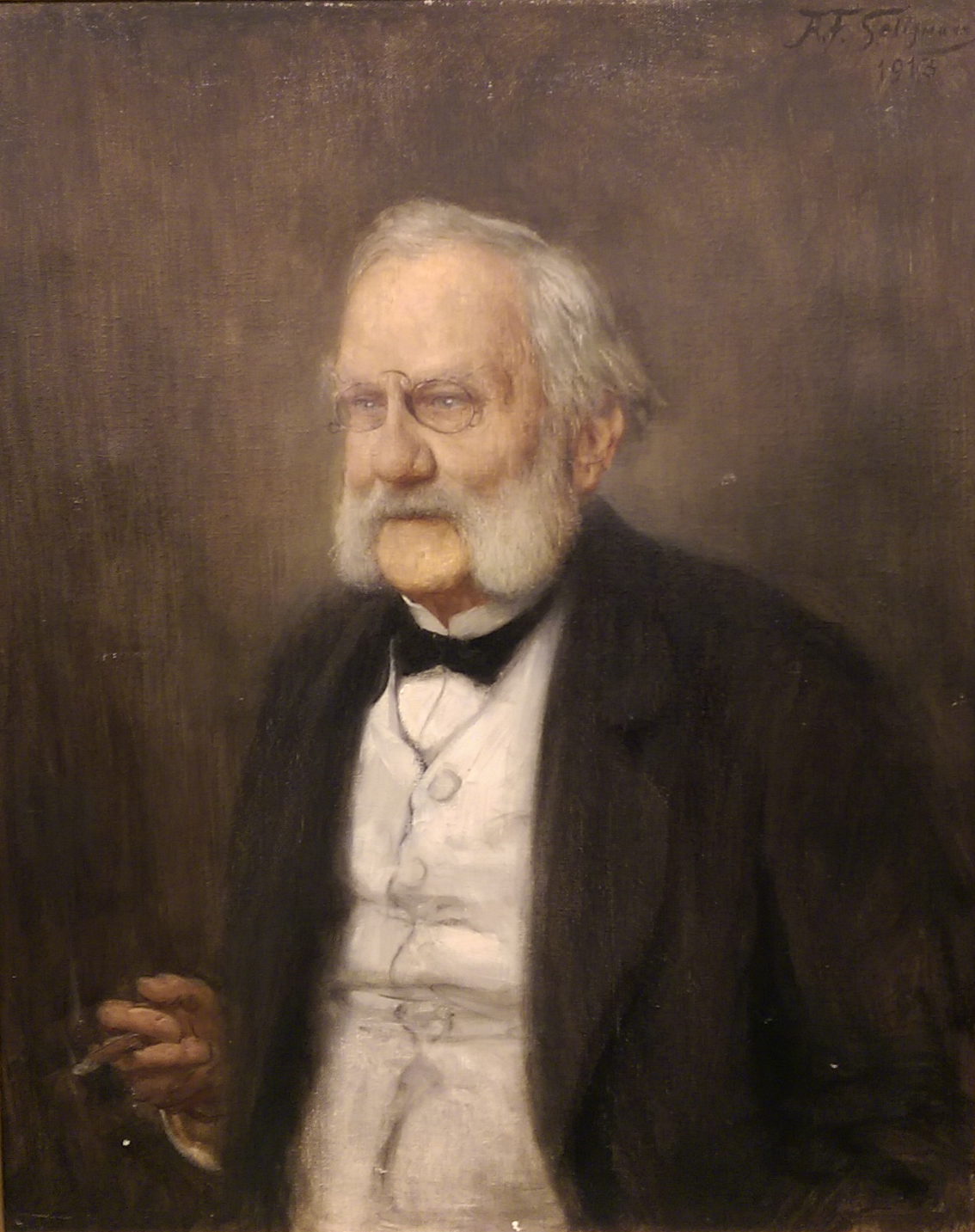
Joseph Unger, Gemälde von Adalbert Seligmann, 1913

Joseph Unger (* 2. Juli 1828 in Wien,  Kaisertum  Österreich; † 2. Mai 1913 in Wien, Österreich-Ungarn) war ein österreichischer Jurist, Schriftsteller, Politiker und Reichsgerichtspräsident. Er gilt als Vater der historischen Rechtsschule in Österreich.

## Schaffen und Wirken
Unger studierte Jus an der Universität Wien und war dort 1850 assistierender Bibliothekar und 1852 Privatdozent. Er trat 1852 vom jüdischen zum katholischen Glauben über. 1853 wurde er als außerordentlicher Professor für österreichisches Zivilrecht an die Prager Universität gerufen. In seiner Antrittsrede am 8. Oktober 1853 referierte er über die wissenschaftliche Behandlung des österreichischen Privatrechts, in der er die Abwendung von der exegetischen Methode, bei der nur die einzelnen Paragraphen als Bruchstücke eines Ganzen gesehen werden, einforderte. Er setzte sich für die systemische Methode ein, welche die Erkenntnis der Ratio iuris, der inneren Natur der Sache gewähre.
Unger kam 1855 zurück nach Wien, wo er 1857 die Professur für Rechtswissenschaft erhielt. Diese verdankte er unter anderem Leopold Graf von Thun und Hohenstein, der im Zuge seiner Bildungsreform eine Öffnung nach außen in Richtung auf die in den deutschen Staaten vertretene Pandektistik förderte. Er veröffentlichte 1868 die stattliche Literatur „System des österreichischen Privatrechts“ in drei Bänden, die ersten beiden widmeten sich den allgemeinen Lehren des Privatrechts und der dritte Band behandelte das Erbrecht. Ungers Werk blieb zwar unvollendet, jedoch leitete er damit die historisch-systematische Darstellung des österreichischen Privatrechts ein.

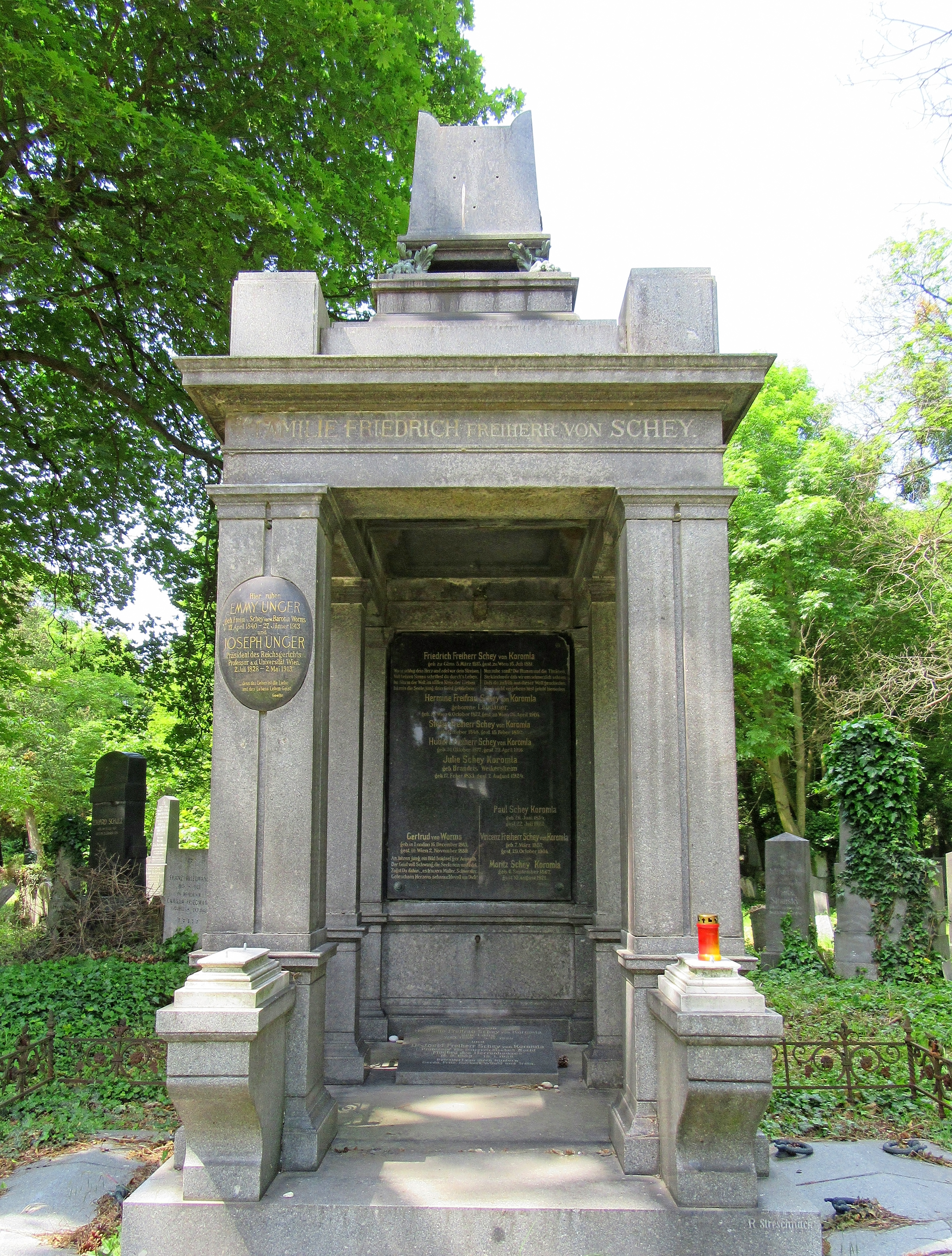
Grab von Joseph Unger in der Familiengruft Schey von Koromla auf dem Wiener Zentralfriedhof

Unger wurde 1867 in den Landtag von Niederösterreich und in den Reichsrat gewählt, musste das Mandat aber wegen gesundheitlichen Problemen im Folgejahr niederlegen. 1869 ernannte ihn der Kaiser zum Mitglied des Herrenhauses auf Lebenszeit, wo er als deutschliberaler Politiker tätig war. Von 1871 bis 1879 war er Minister ohne Geschäftsbereich im Kabinett von Adolf Carl Daniel von Auersperg und in seinen Reihen als ein hervorragender, taktvoller Redner hochgeschätzt. 1875 / 1876 war er als Minister Hauptinitiator der Gründung des Verwaltungsgerichtshofs, der in Österreich bis heute besteht. 1881 bis 1913 war er, vom Kaiser ernannt, Präsident des Reichsgerichts.
Joseph Unger war mit Emma, einer Tochter des Bankiers und Unternehmers Friedrich Schey von Koromla, verheiratet. Er ruht in der israelitischen Abteilung des Wiener Zentralfriedhofs.

## Zitat
„Es gibt keine trockene Wissenschaft. Es gibt nur trockene Gelehrsamkeit und trockene Gelehrte.“

## Ehrungen
- Königlich-Ungarischer Sankt Stephans-Orden, Großkreuz
- Österreichisch-kaiserlicher Leopold-Orden, Großkreuz
- Ehrendoktor der Universitäten Bologne und Budapest
- Großkreuz des persischen Sonnen- und Löwenorden
- österreich-ungarisches Ehrenzeichen für Kunst und Wissenschaft
- Ehrenmitglied des Journalisten- und Schriftstellerverbandes Concordia
- Ehrenmitglied der  Österreichischen Akademie der Wissenschaften

## Schriften (Auswahl)
- Die Ehe in ihrer Welthistorischen Entwicklung (Wien, 1850)
- Über Wissenschaftliche Behandlung des Österreichischen Gemeinen Privatrechtes (Wien, 1853)
- Der Entwurf eines Bürgerlichen Gesetzbuches für das Königreich Sachsen (Wien, 1853)
- System des Oesterreichischen Allgemeinen Privatrechts (Leipzig, 1856–64)
- Die Rechtliche Natur der Inhaberpapiere (Wien, 1857)
- Der Revidierte Entwurf eines Bürgerlichen Gesetzbuches für das Königreich Sachsen (Wien. 1861)
- Zur Lösung der Ungarischen Frage (Wien, 1861)
- Die Verlassenschaftsabhandlung in Österreich (Wien, 1865)
- Zur Reform der Wiener Universität (Wien, 1865)
- Die Verträge zu Gunsten Dritter (Jena, 1869)
- Schuldübernahme (Wien, 1889)
- Handeln auf Eigene Gefahr (Jena, 1891)
- Handeln auf Fremde Gefahr (Jena, 1894)
- Bunte Betrachtungen und Bemerkungen. Mosaik, Eine Sammlung von Aphorismen, Akadem. Verlagsges. (Leipzig 1911)